# Agrotis transfixa
Agrotis transfixa är en fjärilsart som beskrevs av Emilio Berio 1936. Agrotis transfixa ingår i släktet Agrotis och familjen nattflyn. Inga underarter finns listade i Catalogue of Life.